# Calyptranthes tenuipes
Calyptranthes tenuipes är en myrtenväxtart som beskrevs av Mcvaugh. Calyptranthes tenuipes ingår i släktet Calyptranthes och familjen myrtenväxter. Inga underarter finns listade i Catalogue of Life.